# Helmut Augustin
Helmut Hugo Alfred Augustin (* 30. Januar 1912 in Leipzig; † 7. Dezember 1952 in Merseburg) war ein deutscher evangelisch-lutherischer Pfarrer und Opfer von Menschenversuchen als Häftling im KZ Dachau.

## Leben
Augustin erlangte nach dem Besuch der Volks- und einer weiterführenden Schule die Hochschulreife und studierte Evangelische Theologie. Nach seiner Ordination war er als Pfarrer in Störmthal bei Leipzig tätig. Er schloss sich der Bekennenden Kirche (BK) an und fiel der Gestapo durch regimekritische Äußerungen auf. Daraufhin wurde er verhaftet und zu einer Gefängnisstrafe verurteilt, die er in Leipzig absaß. Nach dem Ende seiner Haftzeit wurde er am 2. Januar 1942 in das KZ Dachau eingeliefert und erhielt die Häftlingsnummer 28.982. In Dachau wurde er als Versuchsperson in die Malaria-Station des Münchner Epidemiologen Claus Schilling überstellt, der an Tausenden von Häftlingen medizinische Experimente durchführte, an denen viele starben. Augustin überlebte diese Qualen und kam im Zusammenhang mit der Entlassung von zahlreichen Pfarrern am 3. April 1945 aus dem KZ frei.
Augustin ging nach Sachsen zurück und übernahm die Pfarrstelle von Altenhain bei Grimma. Im Juli 1945 gab er den „Grimmaer Nachrichten“ ein Interview, in dem er über die Grausamkeit und Menschenverachtung im KZ berichtete. Im Jahre 1950 wechselte er in den Dienst der Kirchenprovinz Sachsen und wurde Pfarrer an St. Matthäus und Matthias zu Schnellroda sowie an St. Magnus in Albersroda.  Mit nur 40 Jahren verstarb er an den Folgen der im KZ erlittenen Gesundheitsschäden.
Helmut Augustin war verheiratet mit Anneliese Petermann und war Vater von zwei Söhnen und einer Tochter.

## Veröffentlichung
- Morgen- u. Abendgebete, Bad Blankenburg (Thüringerwald) : Harfe-Verl. u. Druckerei, [1948]